# Dennis (entreprise)
Dennis Specialist Vehicles Limited est un constructeur de véhicules anglais, basé à Guildford dans le comté de Surrey. 
Elle fut fondée en 1895 par John et Raymond Dennis, deux frères, qui lui donnèrent leur nom.
La firme est notamment spécialisée dans la construction de camions de pompiers et d'autobus de ligne.

## Images

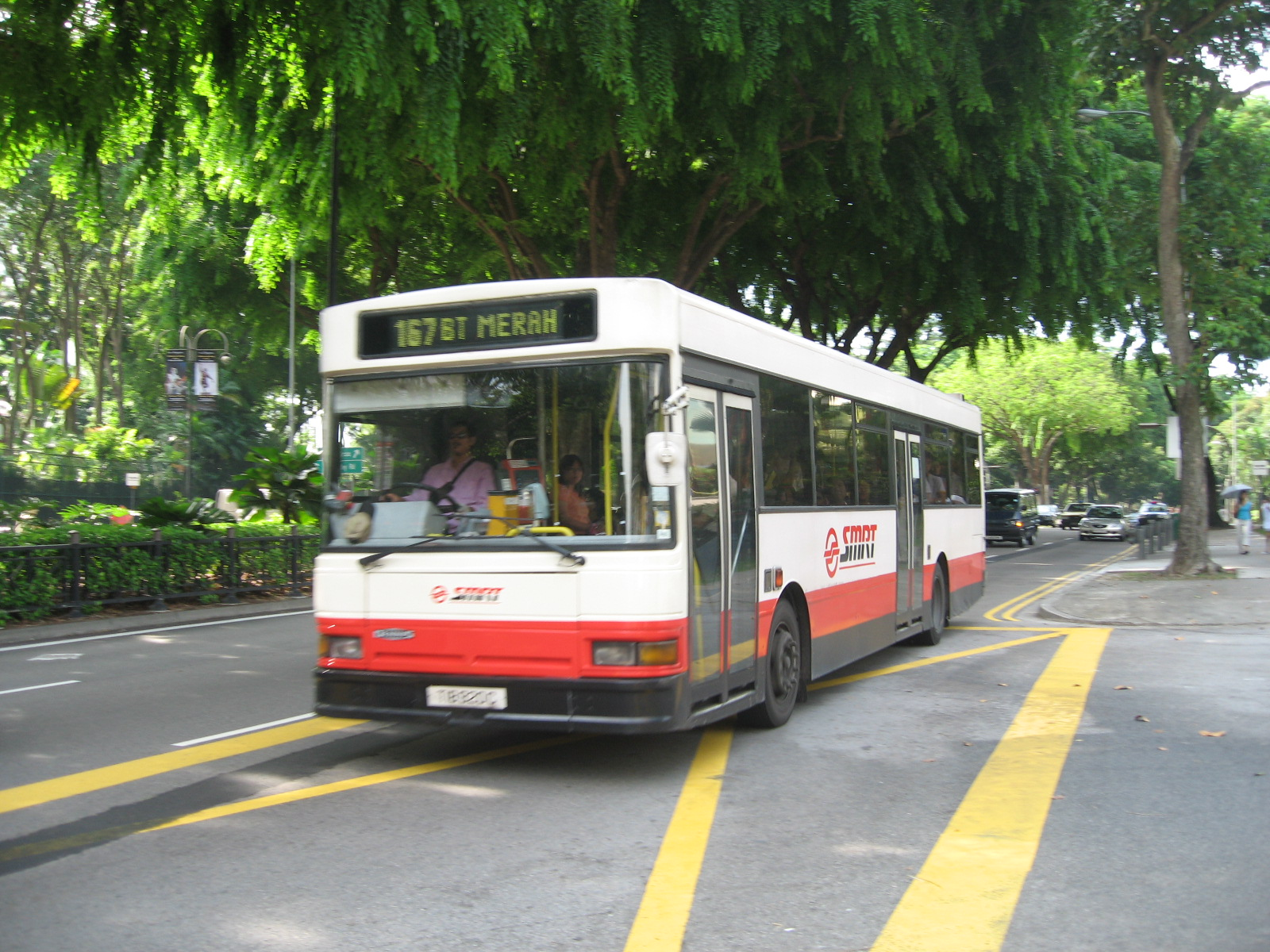
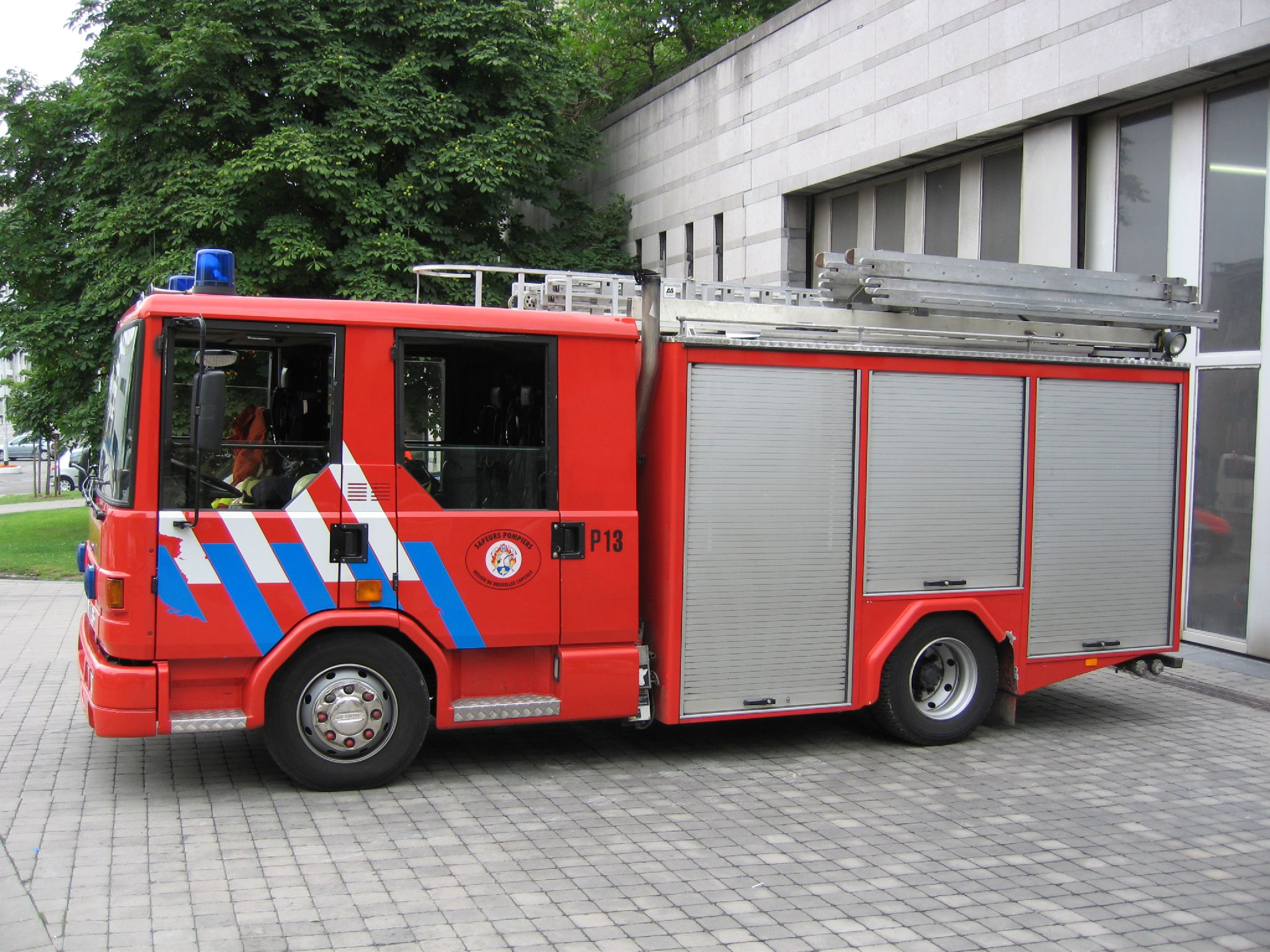
Une autopompe des pompiers de Bruxelles, en Belgique, sur châssis Dennis.
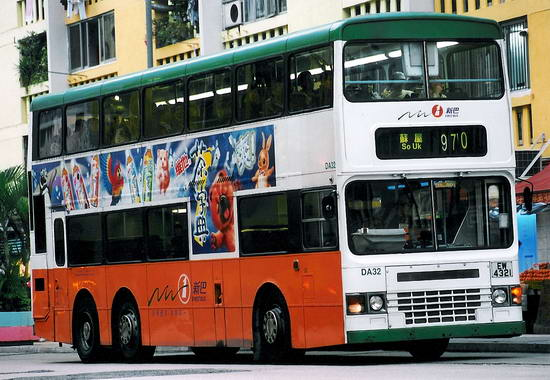
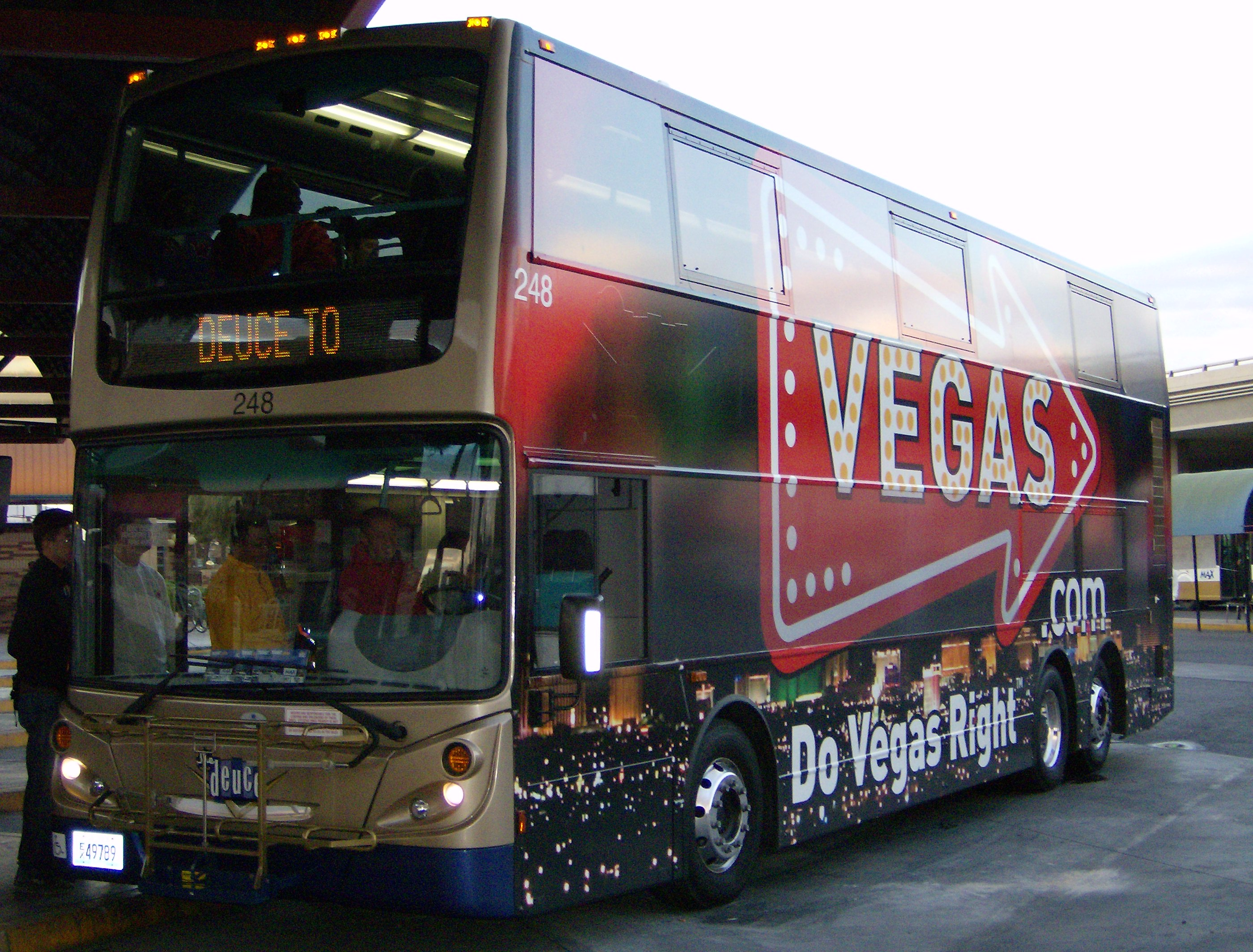
Un autobus à double étage Evo 500.